# Lothar Salinger
Lothar Salinger (* 8. Mai 1919 in Berlin; † 4. März 1943 in der Strafanstalt Plötzensee, Berlin) war ein deutscher Arbeiter und Widerstandskämpfer gegen den Nationalsozialismus. Er wurde 1943 als Opfer der NS-Kriegsjustiz hingerichtet.

## Leben und Tätigkeit
Lothar Salinger war der Sohn eines Kaufmanns. Nach dem Besuch der Volks- und der Oberrealschule in den Jahren 1925 bis 1936 arbeitete er bis 1938 im Geschäft seines Vaters. Politisch betätigte er sich seit 1935 in dem linkssozialistischen jüdischen Jugendbund Habonim.
Ab 1939 arbeitete Salinger als Gartenarbeiter, Transportarbeiter und Straßenbauarbeiter. Im September 1939 hielt er sich für drei Wochen im jüdischen Umschulungslager Paderborn auf. Seit Juli 1940 musste er Zwangsarbeit in Köpenick leisten. Ab 1941 war er in der Draht- und Kabelfabrik Vogel in der Friedrichshagener Straße beschäftigt.
Seit 1940 betätigte Salinger sich in der von dem ehemaligen kommunistischen Jugendfunktionär Herbert Baum geführten antinazistischen Widerstandsgruppe (sogenannte „Herbert-Baum-Gruppe“). Diese versuchte einen Beitrag zur militärischen Niederlage des Deutschen Reiches im Zweiten Weltkrieg (und damit zum Sturz des nationalsozialistischen Regimes) zu leisten, indem sie die (äußeren) Kriegsanstrengungen der alliierten Mächte – und insbesondere der Sowjetunion – von innen her ergänzte. Dies geschah, indem durch innere Sabotage-Aktionen: So verbreitete sie antinazistische Flugblätter und Wurfzettel. Die bedeutendste Aktion der Gruppe war ein im Frühsommer 1942 durchgeführter Brandanschlag auf die antisowjetische Propagandaausstellung Das Sowjetparadies im Berliner Lustgarten.
Im Zuge der im Anschluss an den Brandanschlag einsetzenden Zerschlagung der Baum-Gruppe durch die Geheime Staatspolizei wurde am 15. Juli 1942 auch Salinger verhaftet. Zusammen mit Heinz Birnbaum, Edith Fraenkel, Alice Hirsch, Hella Hirsch, Marianne Joachim, Hildegard Loewy, Hanni Meyer, Helmut Neumann, Heinz Rotholz, Lotte Rotholz und Siegbert Rotholz wurde er vor dem 2. Senat des Volksgerichtshofes wegen des Vorwurfes des Hochverrats angeklagt. Im Urteil vom 10. Dezember 1942 wurde er für schuldig befunden und ebenso wie Birnbaum, Hella Hirsch, Joachim, Loewy, Meyer, Neumann, Rotholz zum Tode verurteilt; Alice Hirsch, Edith Fraenkel und Lotte Rotholz erhielten Zuchthausstrafen. Die Hinrichtung erfolgte im März 1943 in der Strafanstalt Plötzensee durch das Fallbeil.

## Verhaftung
Mitglieder der Gruppe Baum verübten am 17. Mai 1942 einen Brandanschlag auf die nationalsozialistische Propagandaausstellung „Das Sowjet-Paradies“ in Berlin. Nach dem Anschlag wurde die Gruppe von der Gestapo aufgedeckt.

## Urteil
„Am 10. Dezember 1942 fand dann vor dem Zweiten Senat des Volksgerichtshofes der Prozeß gegen weitere 12 Mitglieder der Gruppe Baum statt (Heinz Rotholz, Werner Birnbaum, Hella Hirsch, Alice Hirsch, Edith Fraenkel, Hanni Meyer, Marianne Joachim, Lothar Salinger, Helmuth Neumann, Hildegard Loewy, Siegbert Rotholz, Sara Rotholz). Staatsanwalt Wittmann forderte für diese Mitglieder der Gruppe Baum, die sich ja an dem Anschlag selber gar nicht beteiligt hatten, die Todesstrafe, weil sie sich der „Vorbereitung zum Hochverrat und der Feindbegünstigung“ schuldig gemacht hätten. Das Gericht unter dem Vorsitzenden und Vizepräsidenten des Volksgerichtshofes Dr. Crohne und des Beisitzers, Landgerichtsrat Preußner, schloß sich dem Antrag des Staatsanwalts an. 9 Mitglieder wurden zum Tode verurteilt. In der Urteilsbegründung wurde darauf hingewiesen, daß die Angeklagten Juden seien und als solche allen Grund hätten, sich ruhig zu verhalten und nicht, wie 1914/18, den Dolch in den Rücken Deutschlands zu stoßen.“

## Hinrichtung
„Auf einem grellroten Plakat wurden Verurteilung und Hinrichtung dieser jungen Menschen, sie waren zwischen 20 und 23 Jahre alt, der Bevölkerung mitgeteilt. Ihre Namen waren mit den gesetzmäßig vorgeschriebenen Zwangs-Zusatz-Vornamen Sara bzw. Israel versehen.“

„Bekanntmachung
die am 10. Dezember 1942 vom Volksgerichtshof  wegen Vorbereitung zum Hochverrat und landesverräterischer Feindbegünstigung zum Tode verurteilten
Heinz Israel Rotholz, 21 Jahre alt,
Heinz Israel Birnbaum, 22 Jahre alt,
Lothar Israel Salinger, 23 Jahre alt,
Helmuth Israel Neumann, 21 Jahre alt,
Siegbert Israel Rotholz, 23 Jahre alt,
Hella Sara Hirsch, 21 Jahre alt,
Hanni Sara Mayer, 23 Jahre alt,
Marianna Sara Joachim, 21 Jahre alt und
Hildegard Sara Loewy, 20 Jahre alt,
sämtlich aus Berlin, sind heute hingerichtet worden.
Berlin, den 4. März 1943
Der Oberreichsanwalt beim Volksgerichtshof“

mit dem Untertext 

„Bekanntmachung über die Vollstreckung der Todesurteile an Heinz Rotholz und seine Gefährten“

## Gedenksteine

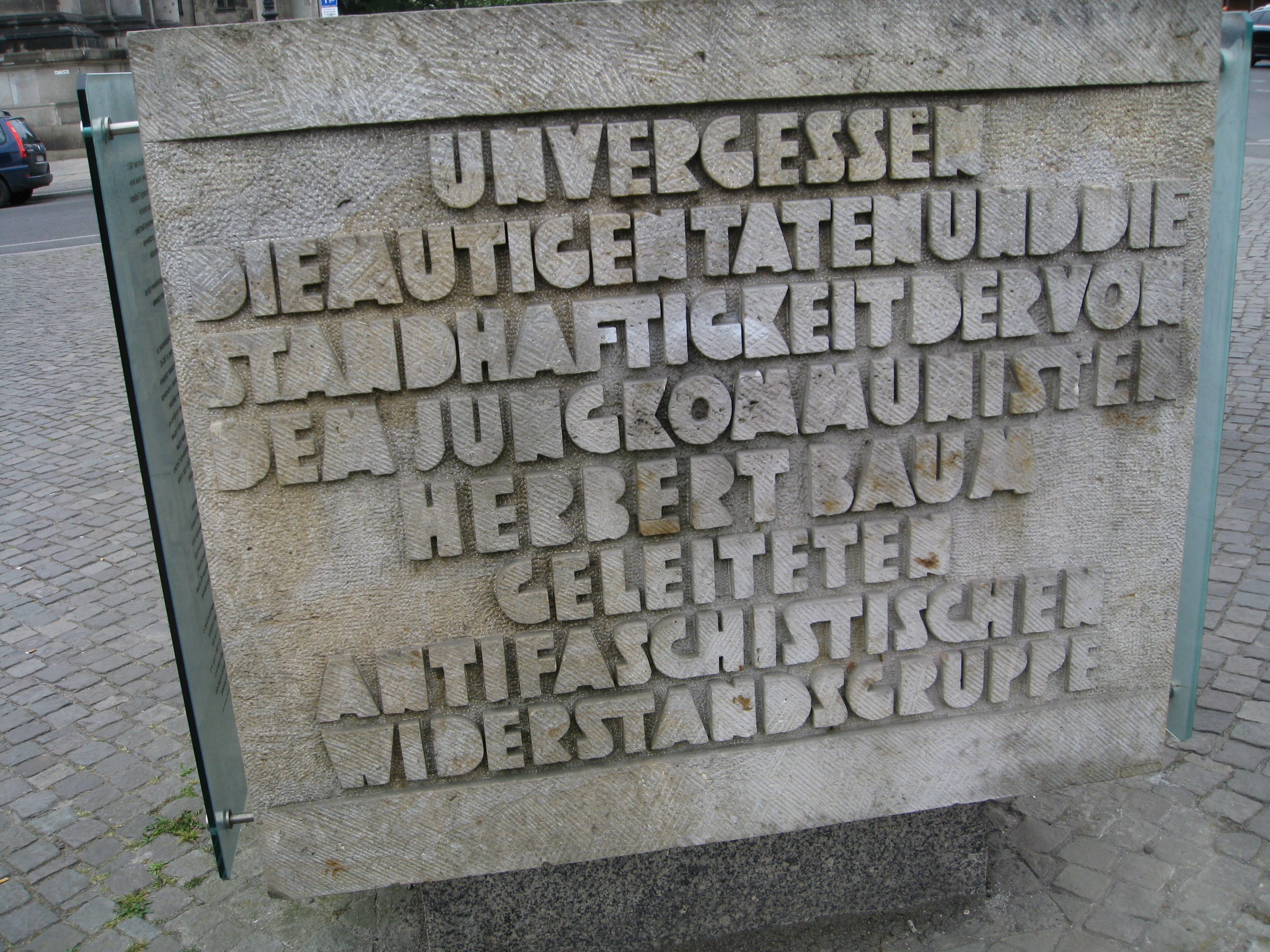
Der Berliner Gedenkstein im Lustgarten

Heute erinnern zwei der Baum-Gruppe gewidmeter Gedenksteine in Berlin namentlich auch an Lothar Salinger.
- Gedenktafel in Berlin auf dem Jüdischen Friedhof Weißensee (Eingang: Markus-Reich-Platz).[6]
- Widerstandsgruppe um Herbert Baum. Dieser von Bildhauer Jürgen Raue gestaltete Gedenkstein wurde 1981 im Auftrag des Magistrats von Berlin (Ost) ohne nähere Informationen über die Widerstandsaktion im Lustgarten aufgestellt.[7]